# تالار برلیان

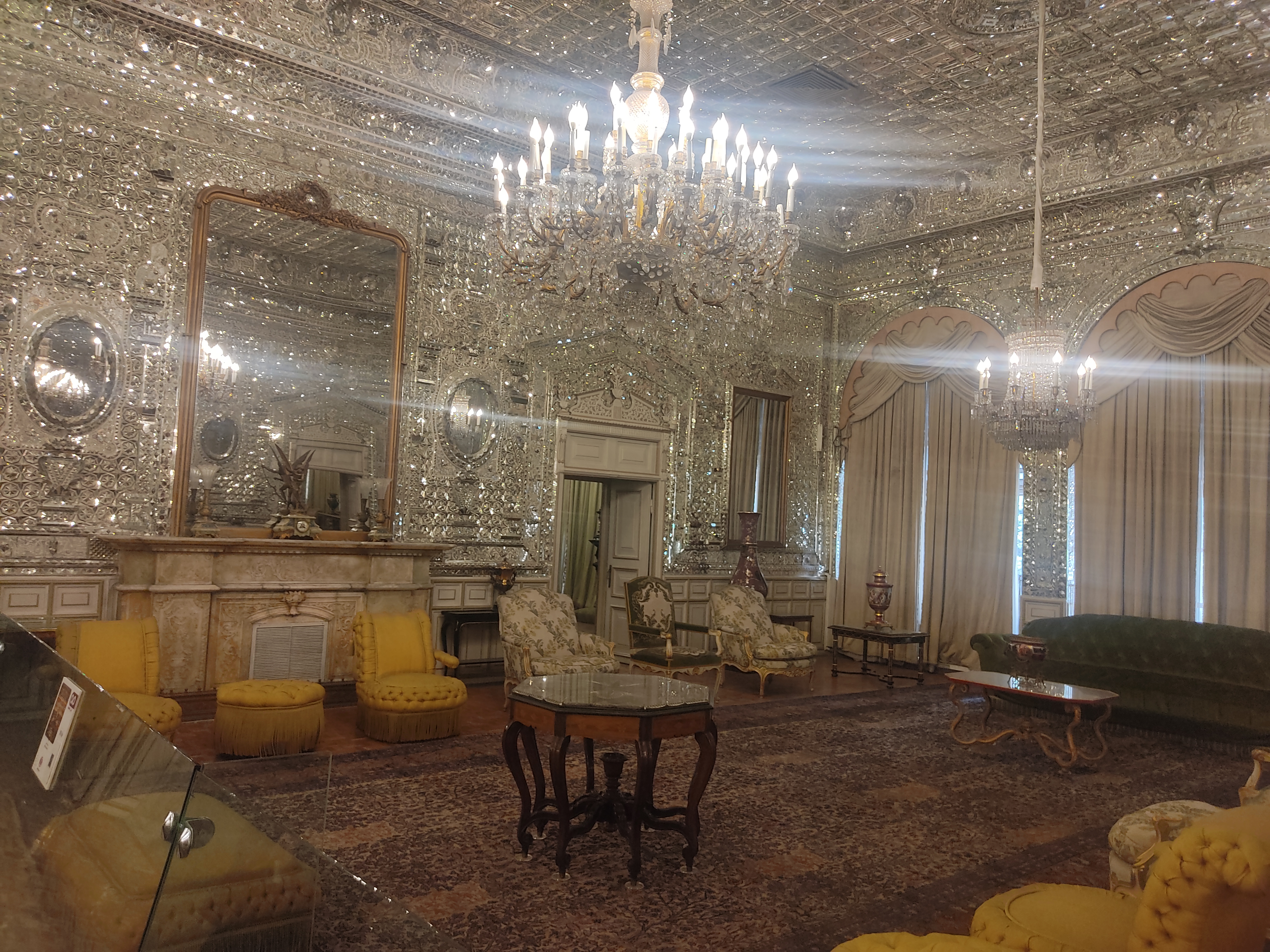
تالار برلیان

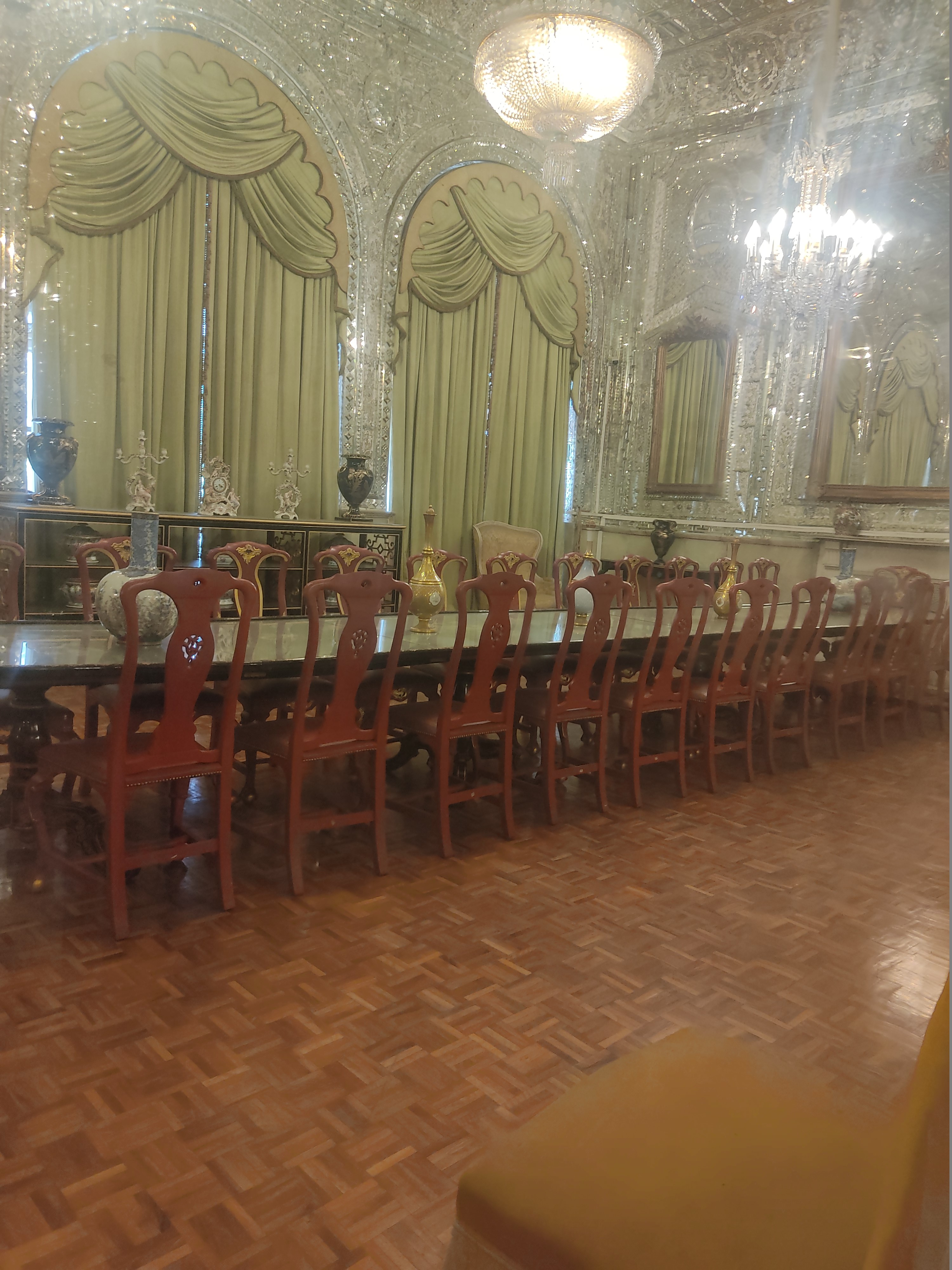
تالار برلیان

تالار برلیان یکی از تالارهای کاخ گلستان است که در سمت شرقی تالار عاج قرار دارد و در زمان سلطنت ناصرالدین شاه ساخته شده‌است.
پیش از احداث این تالار در مکان کنونی کاخ یا تالار بلور وجود داشته که در زمان فتحعلی شاه ساخته شده بوده و دارای آینه‌کاریهای فراوان، حوض بلور هشت ضلعی و چلچراغ‌هایی که امپراتور روسیه الکساندر اول برای فتحعلی شاه فرستاده بوده‌است اما به‌علت کهنگی و فرسودگی بنا، تخریب و تالاری جدید بر روی پایه‌های تالار قدیمی ساخته و به تالار برلیان نام گذاری می‌کنند. تالار برلیان یک بار در دوران مظفرالدین شاه در سال ۱۳۱۸ هجری قمری مورد تعمیر و تغییر قرار گرفت. تابلویی رنگی و روغنی به اثر ابوالحسن ثالث از این تالار قبل از تعمیرات عهد مظفرالدین شاه در تالار سلام به تاریخ ۱۳۰۵ وجود دارد.